# بیوک اینویکتا

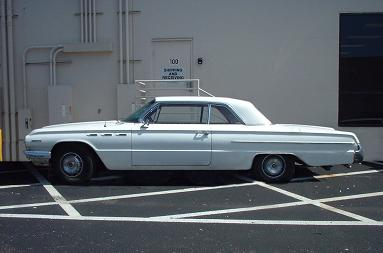

بیوک اینویکتا (Buick Invicta) خودرویی است که در سال‌های ۱۹۵۹ تا ۱۹۶۳تولید شده‌است. وزن آن در حالت طبیعی ۴٬۲۷۴ پوند (۱٬۹۳۹ کیلوگرم) است.

## نگارخانه

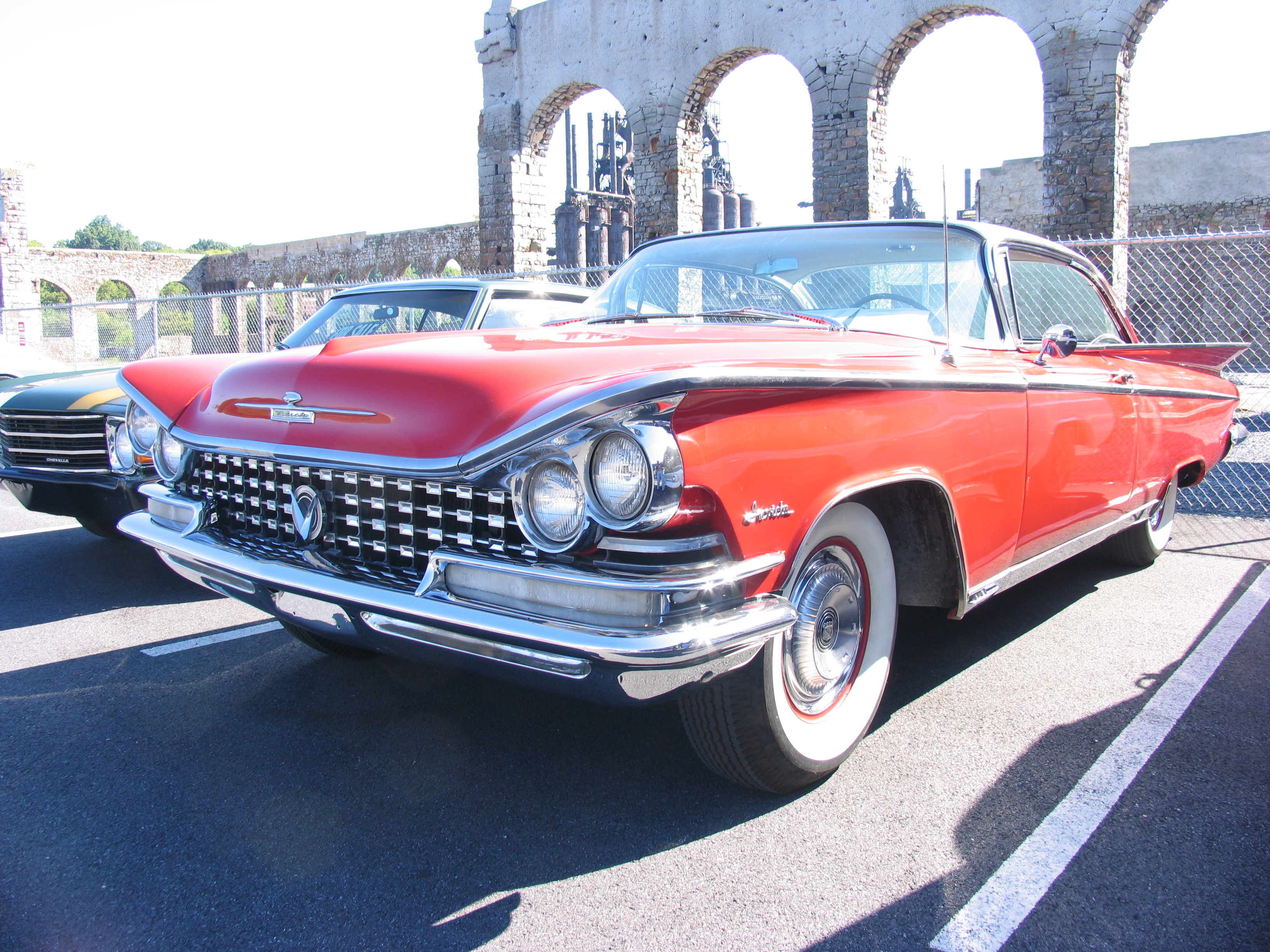
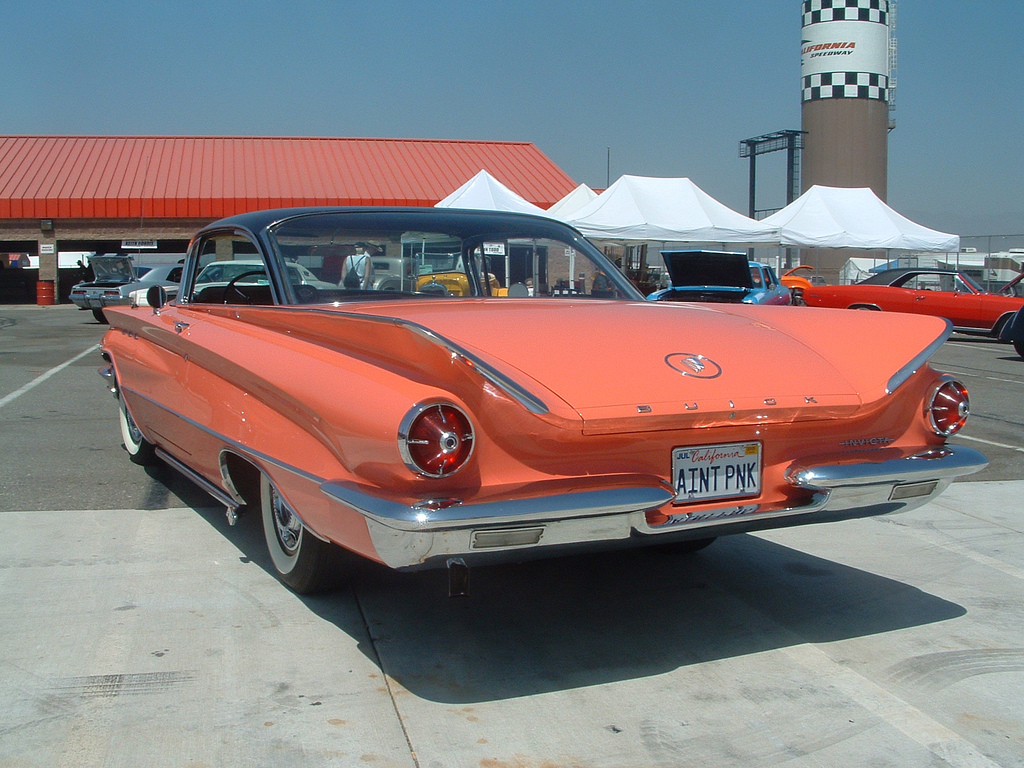